# 2 of Amerikaz Most Wanted
«2 of Amerikaz Most Wanted» — другий сингл з четвертого студійного альбому американського репера Тупака Шакура All Eyez on Me. Часто помилково підназвана «Gangsta Party» через слова «ain't nuthin but a gangsta party» з приспіву. Трек пізніше потрапив до Greatest Hits (1998), а ремікс до Nu-Mixx Klazzics (2003). Окремок посів 46-ту сходинку Hot R&B/Hip-Hop Airplay.

## Відеокліп
Режисер: соратник Тупака, Ґобі М. Рагімі. Кліп зняли за 4 місяці до смерті репера у вересні 1996. У прелюдії показано пародію на Біґґі Смоллса («Піґґі») та Паффа Дедді («Баф Дедді»), які обговорюють листопадову стрілянину 1994. Початок сцени, де Шакур розмовляє з Біґґі є покликанням на «Обличчя зі шрамом», де Тоні Монтана говорить зі зрадником перш ніж застрелити його.

## Додаткові відомості
Перший рядок Снупа «I keep my hand on my gun, 'cause they got me on the run» є посиланням на «The Message» Grandmaster Flash. У 2000 Доктор Дре й Снуп виконали пісню під час Up In Smoke Tour. Вони також ушанували Тупака зігравши ще 2 композиції. 15 квітня 2012 голограма Шакура та Снуп виконали трек на фестивалі Коачелла.

## Учасники
- Звукорежисери: Дейв Ерон, Рік Кліффорд
- Помічник звукорежисера: Елвін Макґілл
- Зведення: Девід Блейк